# Saison 26 de Doctor Who, première série
Chronologie
Saison 25 Le Seigneur du Temps (téléfilm)
Cet article présente les épisodes de la vingt-sixième saison de la première série de la série télévisée Doctor Who.

## Distribution

### Acteurs réguliers
- Sylvester McCoy : Le Docteur
- Sophie Aldred : « Ace »

### Acteurs récurrents
- Nicholas Courtney : Le Brigadier (épisode 1)
- Anthony Ainley : Le Maître (épisode 4)

## Liste des épisodes
| N°  | Part. | Titre original                   | Scénario        | Réalisation      | Première diffusion au Royaume-Uni                                      | Code | Audience (en millions) |
| --- | ----- | -------------------------------- | --------------- | ---------------- | ---------------------------------------------------------------------- | ---- | ---------------------- |
| 152 | 1     | Battlefield (4 épisodes)         | Ben Aaronovitch | Michael Kerrigan | 6 septembre 1989 13 septembre 1989 20 septembre 1989 27 septembre 1989 | 7N   | 3,1 3,9 3,6 4          |
| 153 | 2     | Ghost Light (3 épisodes)         | Marc Platt      | Alan Wareing     | 4 octobre 1989 11 octobre 1989 18 octobre 1989                         | 7Q   | 4,2 4                  |
| 154 | 3     | The Curse of Fenric (4 épisodes) | Ian Briggs      | Nicholas Mallett | 25 octobre 1989 1er novembre 1989 8 novembre 1989 15 novembre 1989     | 7M   | 4,3 4 4,2              |
| 155 | 4     | Survival (3 épisodes)            | Rona Munro      | Alan Wareing     | 22 novembre 1989 29 novembre 1989 6 décembre 1989                      | 7P   | 5 4,8 5                |

## Production
Le 3 septembre 2019, la BBC annonce qu'elle sortira une nouvelle édition de la saison 26 de Doctor Who. Pour l'occasion, Sophie Aldred reprend le rôle de Ace, 30 ans après la fin de la saison 26, qui est à la tête d'une organisation nommée A Charitable Earth, dont l'acronyme donne son surnom. À la fin de la vidéo, on entend le TARDIS atterrir et le Docteur frapper à la porte.